# Lasioglossum fulgonitens
Lasioglossum fulgonitens är en biart som beskrevs av Ebmer 1982. Lasioglossum fulgonitens ingår i släktet smalbin, och familjen vägbin. Inga underarter finns listade i Catalogue of Life.